# Dolf van Kol
Adolf Henri (Dolf) van Kol (Amsterdam, 2 augustus 1902 - Amsterdam, 20 januari 1989) was een Nederlands voetballer en voetbaltrainer.
In de jaren twintig van de twintigste eeuw was Dolf van Kol acht jaar lang speler voor Ajax. Aanvankelijk op de plek van midvoor, werd hij al snel als linksback ingezet als vervanger van Coen Delsen. Hij zou 174 wedstrijden spelen voor Ajax, en daarin 25 doelpunten maken. Een groot deel van deze doelpunten heeft Dolf van Kol gemaakt middels strafschoppen. Hij gold namelijk als penalty-specialist.

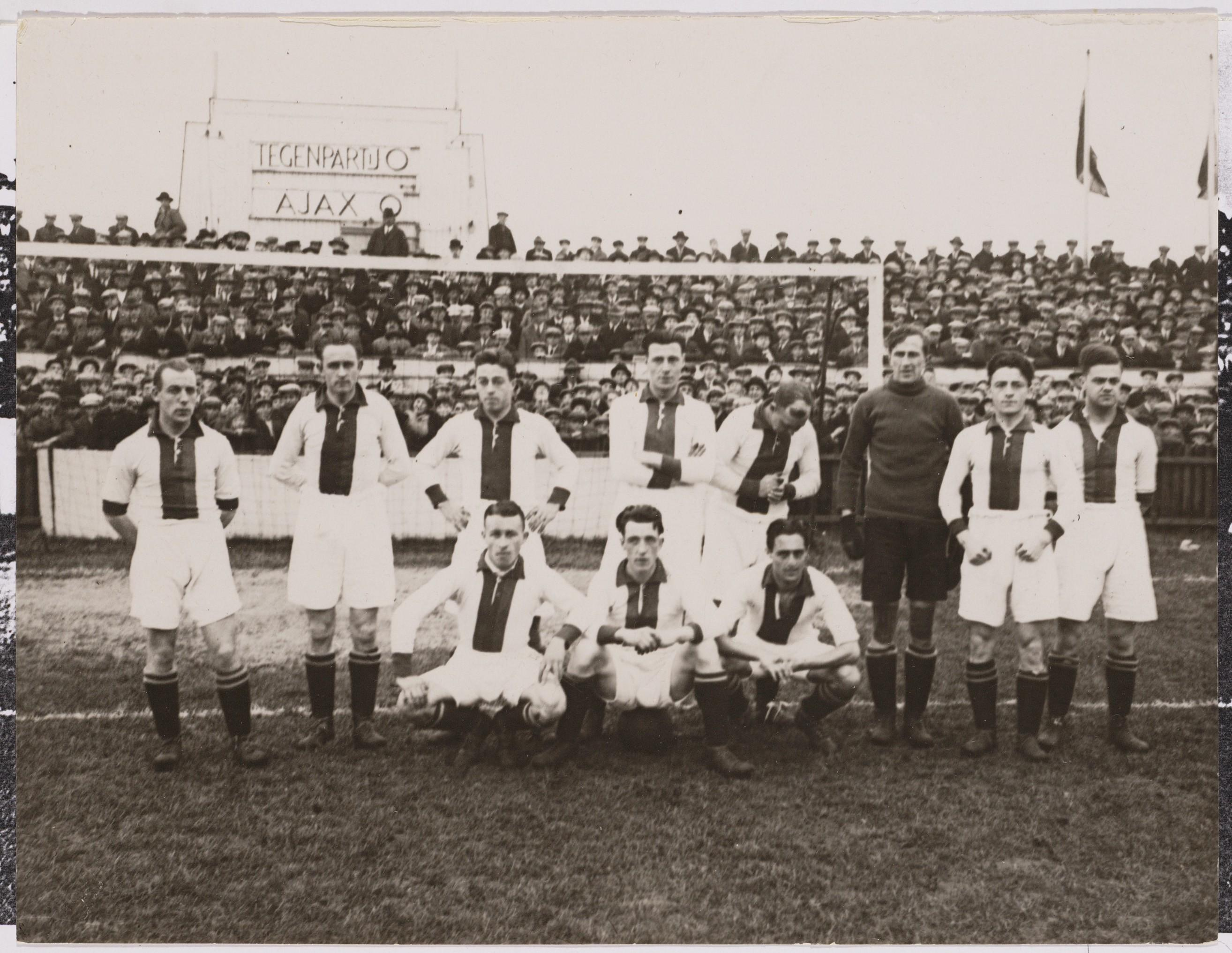
Ajax met Van Kol, geheel rechts. 1926

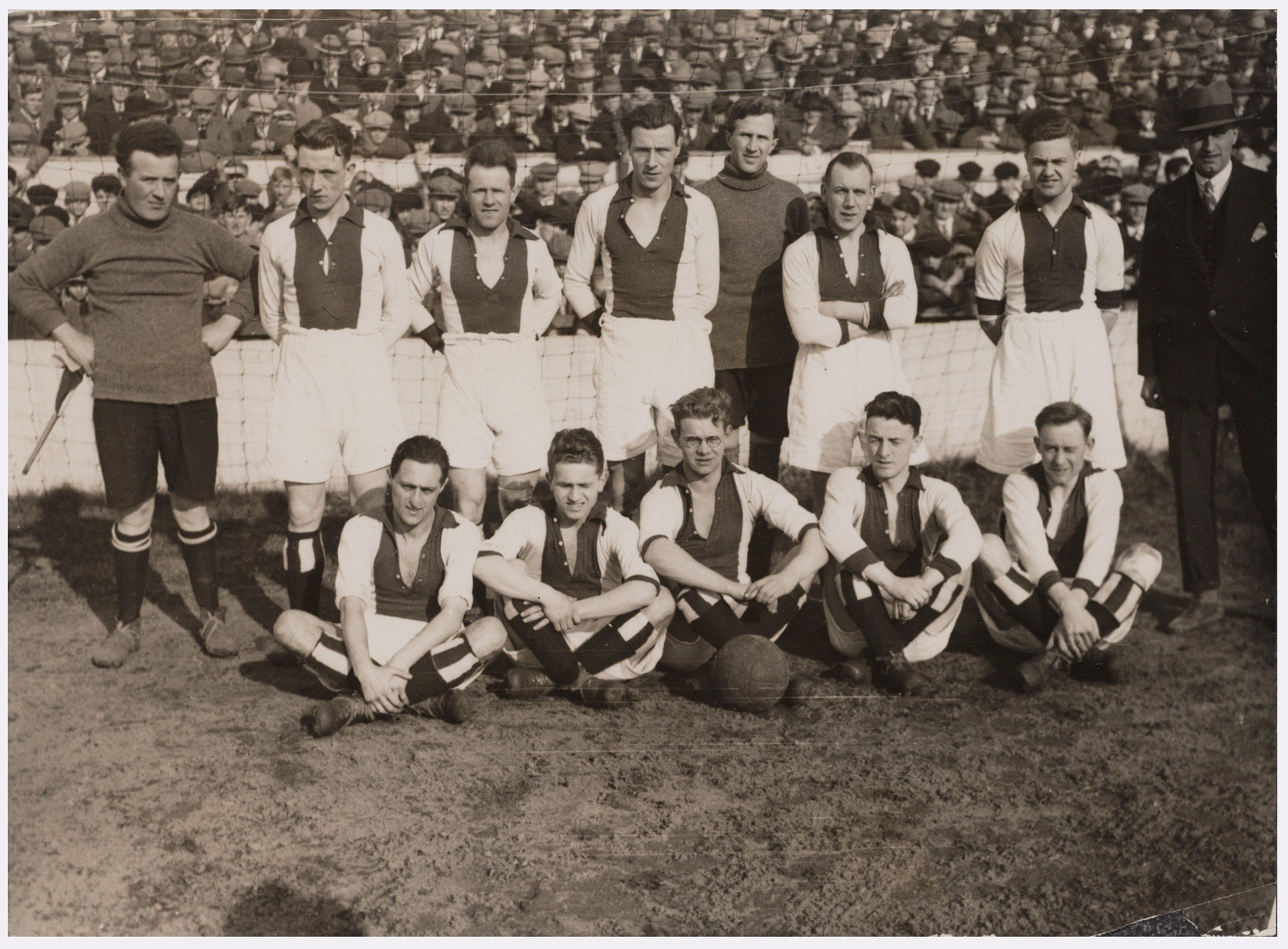
Ajax met Van Kol, staand, geheel rechts in Ajax-tenue. 1928

Ook voor het Nederlands elftal wist hij viermaal te scoren met een penalty. Hij stond 33 keer in de basis en mocht 7 keer het vaantje overdragen als aanvoerder van de nationale selectie.
Van Kol begon als trainer bij De Spartaan. Van 1932 tot 1934 was hij als trainer tevens verbonden aan CVV Vriendenschaar. Hij trainde ook HVC. 
In de oorlogsjaren 1942-1945 trainde hij het eerste elftal van Ajax, als vervanger van de door de Duitse bezetter geïnterneerde Jack Reynolds. Hiermee werd hij de eerste Nederlandse coach van Ajax sinds de oprichting. 
Verder was hij trainer bij DWS, A.F.C. en wederom HVC.
Van Kol was werkzaam bij de Amsterdamsche Bank en deed tevens aan cricket. In 1955 werd hij vanwege regelgeving van de KNVB verplicht door Ajax geroyeerd als lid vanwege zijn bemoeienis met de nieuwe profclub BVC Amsterdam.